# Small form-factor pluggable

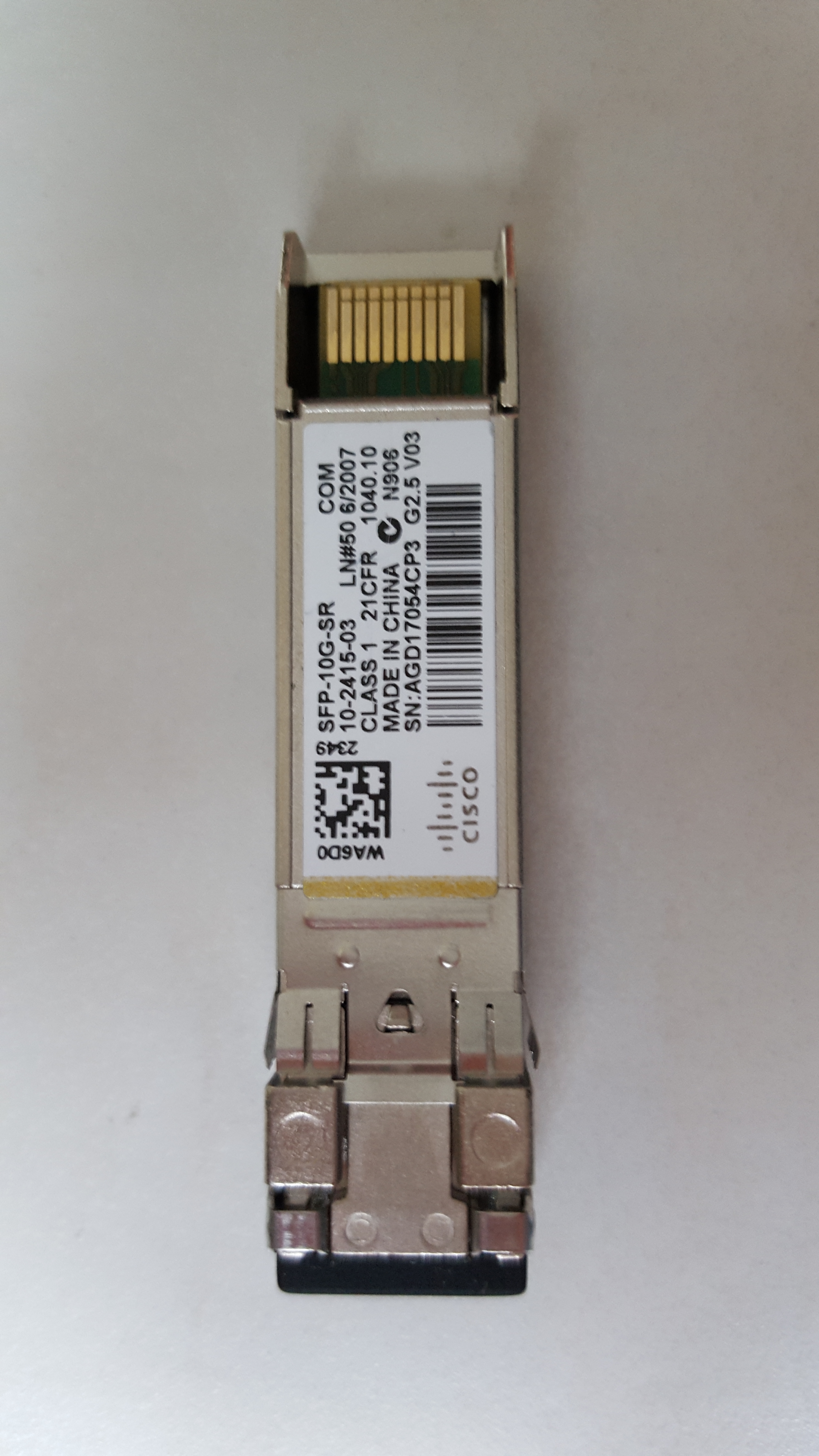
Exemple d'un SFP CISCO

Pour les articles homonymes, voir SFP.

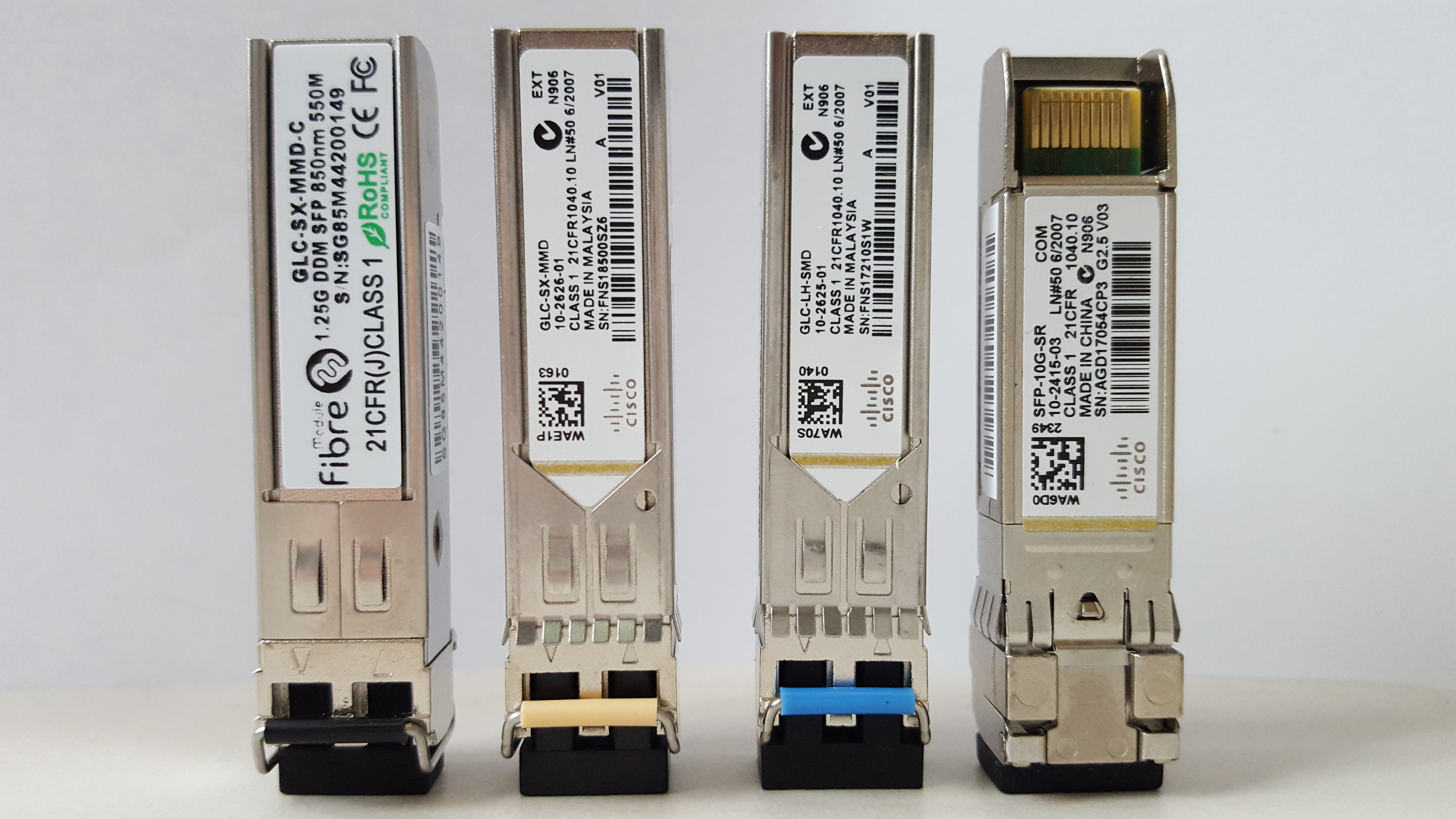
Plusieurs types de SFP

Le small form-factor pluggable (SFP) est un standard de module émetteur-récepteur compact, insérable à chaud, utilisé dans les réseaux de télécommunications et les réseaux informatiques. Le format physique et l'interface électrique sont définis par un accord multi-source (MSA). Il permet d'interconnecter l'interface de la carte mère d'un équipement réseau (par ex., un switch, un routeur, un convertisseur de média, etc.) à une fibre optique ou à un câble en paires de cuivre. C'est un format populaire dans l'industrie, développé et supporté par de nombreux vendeurs de composants. Les SFP sont conçus pour supporter SONET, Gigabit Ethernet, Fibre Channel, et d'autres standards de communication. En raison de sa petite taille, le SFP rend obsolète l'ancien et très répandu Gigabit Interface Converter (GBIC), et il est parfois appelé mini-GBIC, bien qu'aucun dispositif de ce nom n'ait jamais été défini dans les MSAs. Les modules optiques permettent une souplesse dans le type de signal souhaité, car ils sont interchangeables à chaud et ils permettent de changer le type de signal optique en changeant uniquement le module optique (petit et peu cher), plutôt que la carte d’interface elle-même (complexe et chère). Son faible encombrement permet d'obtenir une densité de ports importante, ce qui réduit le coût par port et explique en grande partie son succès[réf. nécessaire]. Les standards de connecteurs optiques compatibles sont le connecteur LC en version duplex et simplex (bidirectionnel) et le connecteur SC pour les SFP PON.

## Types
Les transceivers SFP sont disponibles avec de nombreux types d'émetteurs et de récepteurs, ce qui permet aux utilisateurs de sélectionner le transceiver approprié pour chaque lien à fournir en fonction de la distance optique à atteindre et du type de fibre optique disponible (par exemple de la fibre multi-mode ou monomode).
Les modules SFP Optiques sont généralement disponibles dans plusieurs catégories différentes :
- Pour les fibres multimode, avec un levier d'extraction noir ou beige :
  - SX - 850 nm, pour un maximum de 550 m à 1,25 Gbit/s (Gigabit Ethernet) ou 150 m à 4,25 Gbit/s (Fibre Channel)[2]
- Pour les fibres monomode, avec un levier d'extraction bleu[2] :
  - LX - 1 310 nm, pour une distance jusqu’à 10 km
  - EX  - 1 310 nm, pour une distance jusqu’à 40 km
  - ZX  - 1 550 nm, pour une distance jusqu’à 80 km
  - EZX  - 1 550 nm, pour une distance jusqu’à 120 km
  - BX - 1 490 nm/1 310 nm, SFP gigabit bidirectionnel, ne nécessitant qu'un seul brin de fibre, avec un module BS-U à une extrémité et un module BS-D de l'autre pour respectivement la montée et la descente, pour une distance jusqu’à 10 km.
  - 1 550 nm 40 km (XD), 80 km (ZX), 120 km (EX or EZX)
  - CWDM et DWDM, transmetteur à plusieurs longueurs d'onde permettant d'atteindre les distances les plus élevées.
- Pour câblage en paires de cuivre torsadées :
  - 10Base-T - ce module permet d'atteindre 10 Mbit/s sur 2 paires de cuivre de catégorie 3.
  - 100Base-TX - ce module permet d'atteindre 100 Mbit/s sur 2 paires de cuivre de catégorie 5.
  - 1000Base-T - ce module permet d'atteindre 1 Gbit/s sur 4 paires (bidirectionnelles) de cuivre de catégorie 5.
  - 1000Base-TX - ce module (dont la norme a été abandonnée avant d'être commercialisée) aurait permis d'atteindre 1 Gbit/s sur 4 paires (unidirectionnelles) de cuivre de catégorie 6.
  - 10GBase-T - ce module permet d'atteindre 10 Gbit/s sur 4 paires de cuivre de catégorie 6.

### Provenance

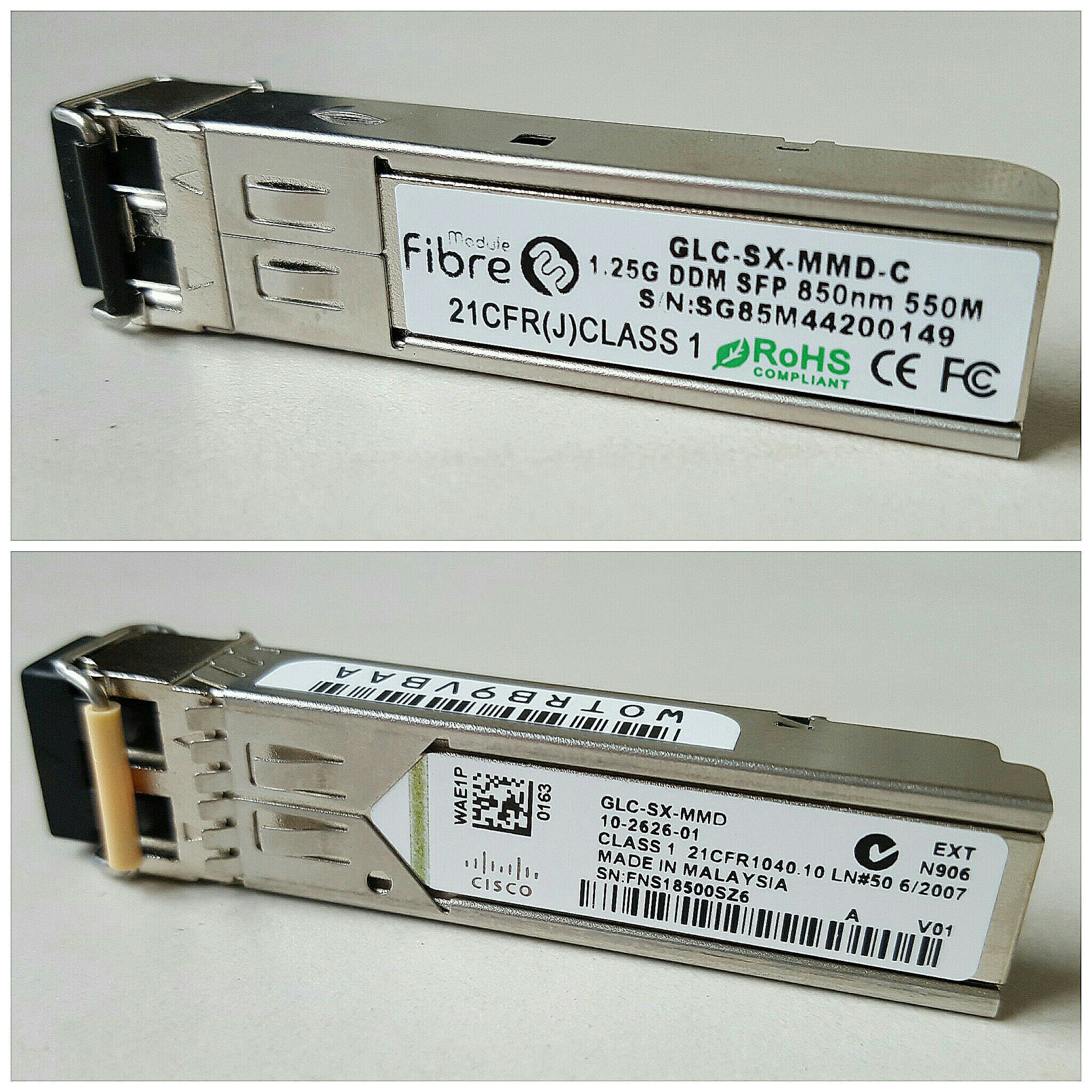
Exemple d'un SFP compatible et d'un SFP officiel / référence GLC-SX-MMD

Les SFP sont divisés en 2 catégories :
- Les SFP officiels « constructeurs » : fabriqués et commercialisés par les principaux équipementiers informatiques (ex: CISCO, HP...)
- Les SFP « compatibles » : fabriqués et commercialisés par un autre fabricant mais compatible avec le matériel des autres constructeurs.

## SFP+
Le enhanced small form-factor pluggable (SFP+) est une version améliorée du SFP. Il garde le même format, mais il supporte un débit de données plus élevé, jusqu’à 10 gigabits par seconde. La norme SFP+ a été publiée pour la première fois le 9 mai 2006 et la version 4.1 a été publiée le 6 juillet 2009. SFP+ supporte le Fibre Channel jusqu’à 8 gigabits par seconde, 10 gigabits par seconde Ethernet et le standard Optical Transport Network (en) OTU2. Un slot SFP+ peut être conçu de façon à accepter un module SFP standard, il y a donc possibilité de rétro-compatibilité entre SFP+ et SFP. Cela en fait un format populaire dans l'industrie et il est supporté par beaucoup de vendeurs de composants.
Types :

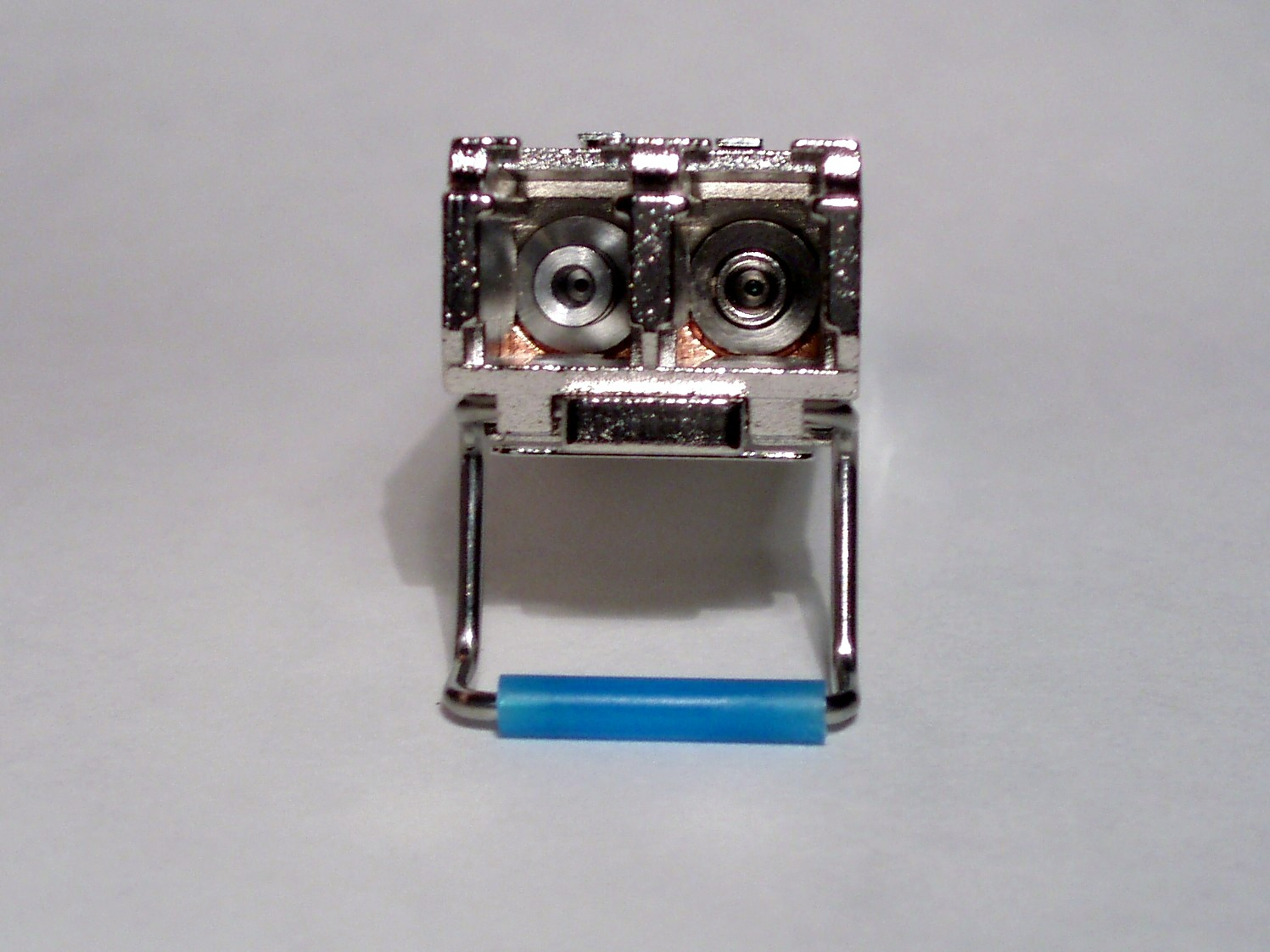
Vue de face d'un module SFP disposant d'un (connecteur LC). Le bleu sur le levier d'extraction indique qu'il opère sur de la fibre monomode.

- SR - 850 nm, pour un maximum de 300 m à 10 Gbit/s[3]
- LR - 1310 nm, pour une distance jusqu'à 10 km [4]
- LRM - 1310 nm, pour une distance jusqu'à 0,22 km [5]
- ER - 1550 nm, pour une distance jusqu'à 40 km[6]
- ZR - 1550 nm, pour une distance jusqu'à 80 km[7]

## Signaux
Le SFP contient un circuit imprimé qui s'enfiche dans le connecteur électrique du slot SFP dans le système hôte.
| Pin | Function | Pin | Function   |
| --- | -------- | --- | ---------- |
| 20  | VeeT     | 1   | VeeT       |
| 19  | TD-      | 2   | TxFault    |
| 18  | TD+      | 3   | TxDisable  |
| 17  | VeeT     | 4   | MOD-DEF(2) |
| 16  | VccT     | 5   | MOD-DEF(1) |
| 15  | VccR     | 6   | MOD-DEF(0) |
| 14  | VeeR     | 7   | RateSelect |
| 13  | RD+      | 8   | LOS        |
| 12  | RD-      | 9   | VeeR       |
| 11  | VeeR     | 10  | VeeR       |

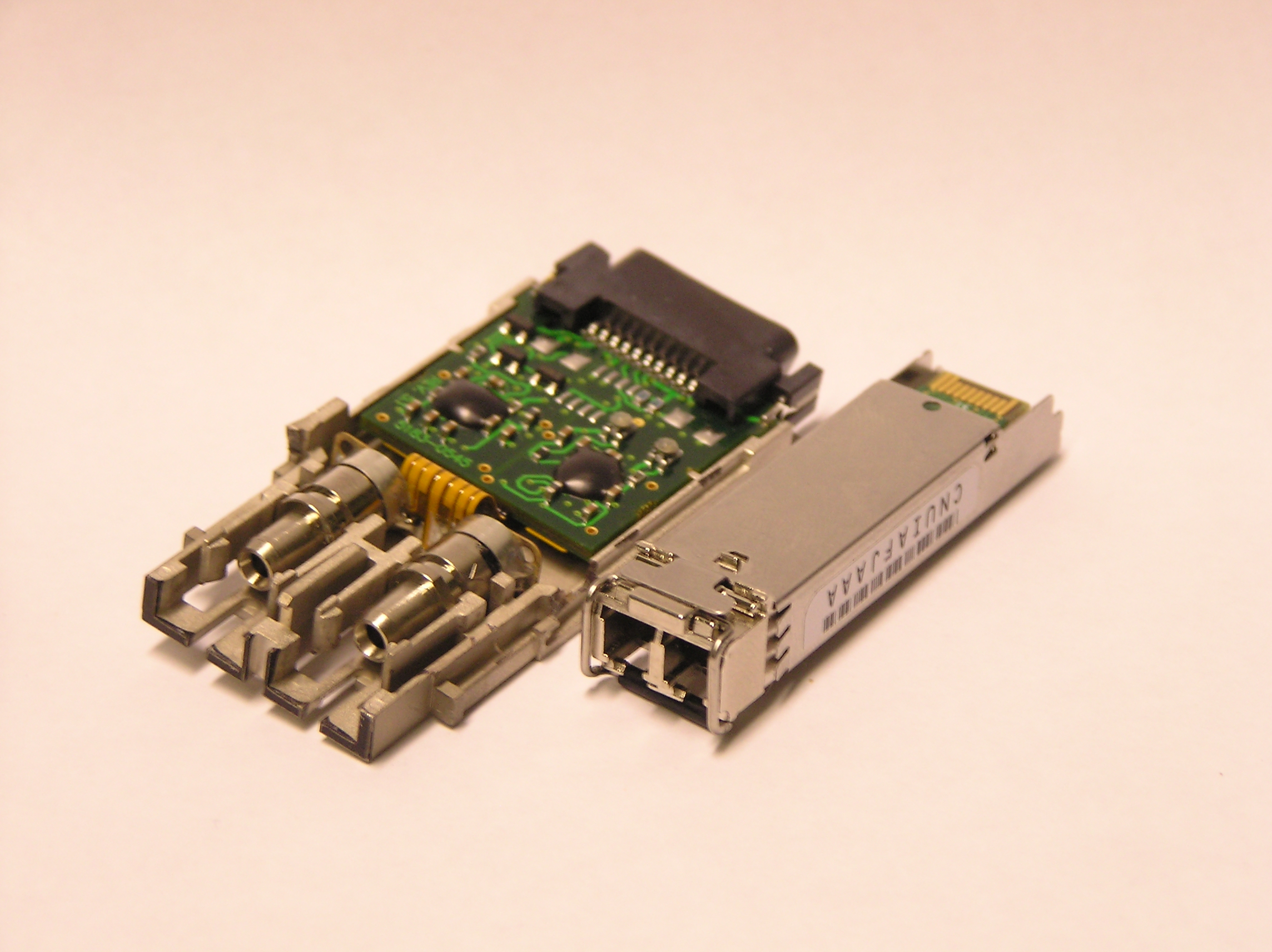
Ancien (GBIC) et nouveau (SFP) modèle de transceiver

MOD-DEF 0,1,2 sont les pins de définition de mode.
- MOD-DEF 0 est mis à la masse pour indiquer que le module est présent.
- MOD-DEF 1 est la patte d'horloge SCL pour le Bus I²C de l'EEPROM d'identification
- MOD-DEF 2 est la patte data SDA pour le bus I²C de l'EEPROM d'identification

## Dimensions mécaniques

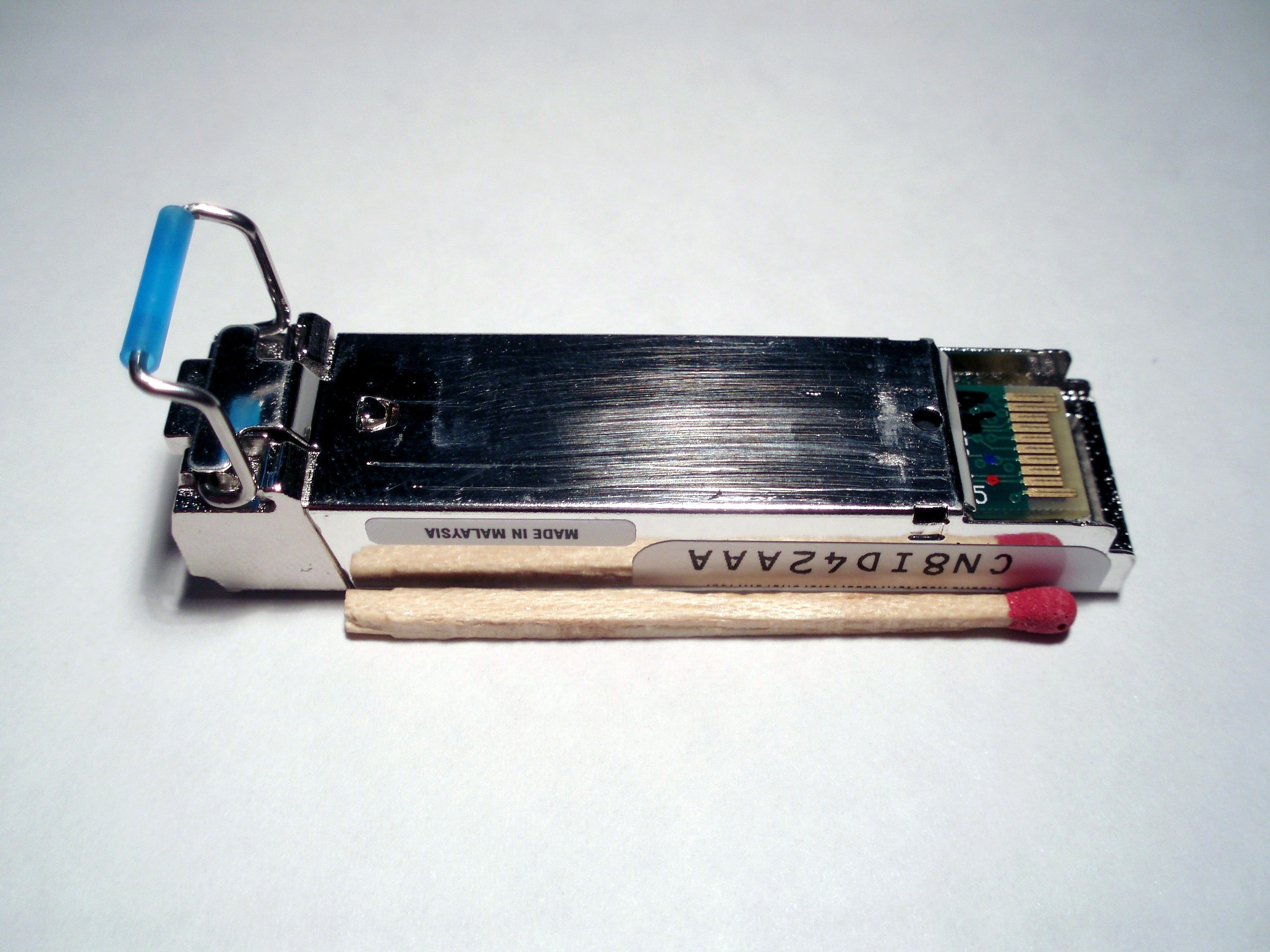
Vue de côté d'un module SFP (longueur 6 cm).

Les dimensions physiques du SFP sont sensiblement plus petites que le format du transceiver XFP.
|            | SFP               | XFP                |
| ---------- | ----------------- | ------------------ |
| Hauteur    | 8,5 mm (0,33 in)  | 8,5 mm (0,33 in)   |
| Largeur    | 13,4 mm (0,53 in) | 18,35 mm (0,72 in) |
| Profondeur | 56,5 mm (2,22 in) | 78,0 mm (3,10 in)  |

## Informations dans l'EEPROM
Les MSA définissent que le SFP doit être équipé d'une mémoire EEPROM avec une table de 256 octets décrivant les capacités du transceiver, standard de l'interface, fabricant, et d'autres informations, qui sont accessibles via un bus I²C a l'adresse 1010000X (A0h).

## Digital diagnostics monitoring
Les transceivers optique modernes supportent les fonctions de "digital diagnostics monitoring" (DDM) conformément aux standard de l'industrie SFF-8472. La fonctionnalité "Digital Optical Monitoring" (DOM) donne à l'utilisateur final la possibilité de surveiller en temps réel les paramètres du SFP, comme la puissance optique de sortie, la puissance optique d'entrée, la température et la tension d'alimentation du transceiver. Le contrôleur de suivi de diagnostic est disponible via I2C à l'adresse 1010001X (A2h).

## Fabricants
Les principaux fabricants de SFP sont : Finisar (en), Fiberxon, Sumitomo, Delta, Optcore, Huawei, Alcatel, Cisco.